# Martina Fassina
Martina Fassina (Venezia, 19 marzo 1988) è un'ex cestista italiana.
Guardia-ala di 182 cm, ha giocato in Serie A1 con Venezia, Como, Alcamo, Orvieto, Cagliari e Napoli.

## Carriera
Con Alcamo si è salvata ai play-out.
Nell'estate 2012 è passata all'Azzurra Orvieto. La stagione seguente è ingaggiata dal CUS Cagliari e nel 2014 approda alla Dike Napoli.

## Statistiche

### Presenze e punti nei club
Dati aggiornati al 17 settembre 2015
| Stagione        | Squadra                     | Competizione | Partite | Partite | Partite | Statistiche tiro | Statistiche tiro | Statistiche tiro | Altre statistiche | Altre statistiche | Altre statistiche | Altre statistiche | Altre statistiche |
| Stagione        | Squadra                     | Competizione | Pres.   | Titol.  | Minuti  | Tiri da 2        | Tiri da 3        | Liberi           | Rimb.             | Assist            | Rubate            | Stopp.            | Punti             |
| --------------- | --------------------------- | ------------ | ------- | ------- | ------- | ---------------- | ---------------- | ---------------- | ----------------- | ----------------- | ----------------- | ----------------- | ----------------- |
| 2003-2004       | Umana Venezia               | Serie A1     | 6       | 0       | 12      | 3/6              | 0/1              | 0                | 3                 | 0                 | 1                 | 0                 | 6                 |
| 2004-2005       | Umana Venezia               | Serie A1     | 3       | 0       | 14      | 0/1              | 0/1              | 0                | 0                 | 0                 | 0                 | 0                 | 0                 |
| 2005-2006       | Basket Treviso              | Serie A2     | 33      | 30      | 886     | 86/238           | 15/67            | 64/91            | 176               | 25                | 70                | 19                | 286               |
| 2006-2007       | Pool Comense                | Serie A1     | 27      | 2       | 332     | 14/55            | 4/20             | 11/22            | 52                | 8                 | 14                | 1                 | 51                |
| 2007-2008       | Pool Comense                | Serie A1     | 11      | 0       | 107     | 5/15             | 1/5              | 6/6              | 13                | 1                 | 4                 | 1                 | 19                |
| 2008-2009       | Pool Comense                | Serie A1     | 26      | 0       | 248     | 13/31            | 4/18             | 6/6              | 19                | 1                 | 8                 | 0                 | 44                |
| 2009-2010       | Umana Venezia               | Serie A1     | 23      | 0       | 197     | 8/26             | 5/15             | 9/17             | 21                | 6                 | 14                | 2                 | 40                |
| 2010-2011       | Gea Magazzini Alcamo        | Serie A2     | 34      | 33      | 1054    | 89/232           | 20/84            | 57/83            | 170               | 34                | 75                | 17                | 295               |
| 2011-2012       | Gea Magazzini Alcamo        | Serie A1     | 29      | 18      | 700     | 35/120           | 6/47             | 37/55            | 77                | 13                | 30                | 7                 | 125               |
| 2012-2013       | Ceprini Costruzioni Orvieto | Serie A1     | 21      | 18      | 565     | 41/115           | 5/31             | 29/50            | 49                | 23                | 17                | 2                 | 126               |
| 2013-2014       | CUS Cagliari                | Serie A1     | 22      | 22      | 663     | 43/117           | 20/54            | 20/30            | 81                | 30                | 28                | 10                | 166               |
| 2014-2015       | Dike Napoli                 | Serie A1     | 28      | 25      | 718     | 46/127           | 14/65            | 33/41            | 87                | 14                | 29                | 2                 | 167               |
| Totale carriera |                             |              |         |         |         |                  |                  |                  |                   |                   |                   |                   |                   |

### Cronologia presenze e punti in Nazionale
| Cronologia completa delle presenze e dei punti in Nazionale - Italia | Cronologia completa delle presenze e dei punti in Nazionale - Italia | Cronologia completa delle presenze e dei punti in Nazionale - Italia | Cronologia completa delle presenze e dei punti in Nazionale - Italia | Cronologia completa delle presenze e dei punti in Nazionale - Italia | Cronologia completa delle presenze e dei punti in Nazionale - Italia | Cronologia completa delle presenze e dei punti in Nazionale - Italia | Cronologia completa delle presenze e dei punti in Nazionale - Italia |
| Data                                                                 | Città                                                                | In casa                                                              | Risultato                                                            | Ospiti                                                               | Competizione                                                         | Punti                                                                | Note                                                                 |
| -------------------------------------------------------------------- | -------------------------------------------------------------------- | -------------------------------------------------------------------- | -------------------------------------------------------------------- | -------------------------------------------------------------------- | -------------------------------------------------------------------- | -------------------------------------------------------------------- | -------------------------------------------------------------------- |
| 25/05/2012                                                           | Pomezia                                                              | Italia                                                               | 62 - 37                                                              | Bulgaria                                                             | Torneo amichevole                                                    | 7                                                                    | [ 6 ]                                                                |
| 26/05/2012                                                           | Pomezia                                                              | Italia                                                               | 56 - 52                                                              | Paesi Bassi                                                          | Torneo amichevole                                                    | 5                                                                    | [ 7 ]                                                                |
| 03/06/2012                                                           | Belgrado                                                             | Italia                                                               | 70 - 65                                                              | Israele                                                              | Torneo amichevole                                                    | 0                                                                    | [ 8 ]                                                                |
| 04/06/2012                                                           | Belgrado                                                             | Italia                                                               | 64 - 59                                                              | Romania                                                              | Torneo amichevole                                                    | 1                                                                    | [ 9 ]                                                                |
| 05/06/2012                                                           | Belgrado                                                             | Serbia                                                               | 88 - 61                                                              | Italia                                                               | Torneo amichevole                                                    | 4                                                                    | [ 10 ]                                                               |
| 20/06/2012                                                           | Frosinone                                                            | Italia                                                               | 86 - 37                                                              | Lussemburgo                                                          | Qual. Euro 2013 - Gruppo E                                           | 3                                                                    | [ 11 ]                                                               |
| 23/06/2012                                                           | Atene                                                                | Grecia                                                               | 53 - 64                                                              | Italia                                                               | Qual. Euro 2013 - Gruppo E                                           | 0                                                                    | [ 12 ]                                                               |
| 27/06/2012                                                           | Latina                                                               | Italia                                                               | 76 - 58                                                              | Finlandia                                                            | Qual. Euro 2013 - Gruppo E                                           | 0                                                                    | [ 13 ]                                                               |
| 07/07/2012                                                           | Contern                                                              | Lussemburgo                                                          | 66 - 88                                                              | Italia                                                               | Qual. Euro 2013 - Gruppo E                                           | 6                                                                    | [ 14 ]                                                               |
| 11/07/2012                                                           | Latina                                                               | Italia                                                               | 68 - 61                                                              | Grecia                                                               | Qual. Euro 2013 - Gruppo E                                           | 0                                                                    | [ 15 ]                                                               |
| 14/07/2012                                                           | Vantaa                                                               | Finlandia                                                            | 62 - 82                                                              | Italia                                                               | Qual. Euro 2013 - Gruppo E                                           | 5                                                                    | [ 16 ]                                                               |
| 12/11/2012                                                           | Parma                                                                | Lavezzini Parma                                                      | 57 - 58                                                              | Italia                                                               | Amichevole                                                           | 0                                                                    | [ 17 ]                                                               |
| 21/01/2013                                                           | Chieti                                                               | CUS Chieti                                                           | 35 - 75                                                              | Italia                                                               | Amichevole                                                           | 2                                                                    | [ 18 ]                                                               |
| 18-5-2013                                                            | Bourg-en-Bresse                                                      | Francia                                                              | 72 - 43                                                              | Italia                                                               | Amichevole                                                           | 0                                                                    | [ 19 ]                                                               |
| 19-5-2013                                                            | Roanne                                                               | Francia                                                              | 67 - 39                                                              | Italia                                                               | Amichevole                                                           | 6                                                                    | [ 20 ]                                                               |
| 20-5-2013                                                            | Clermont Ferrand                                                     | Francia                                                              | 82 - 58                                                              | Italia                                                               | Amichevole                                                           | 4                                                                    | [ 21 ]                                                               |
| 24/05/2013                                                           | Frosinone                                                            | Italia                                                               | 48 - 47                                                              | Bulgaria                                                             | Amichevole                                                           | 4                                                                    | [ 22 ]                                                               |
| 25/05/2013                                                           | Frosinone                                                            | Italia                                                               | 61 - 50                                                              | Bulgaria                                                             | Amichevole                                                           | 7                                                                    | [ 23 ]                                                               |
| 1-6-2013                                                             | Belgrado                                                             | Serbia                                                               | 53 - 73                                                              | Italia                                                               | Torneo amichevole                                                    | 0                                                                    | [ 24 ]                                                               |
| 2-6-2013                                                             | Belgrado                                                             | Canada                                                               | 50 - 52                                                              | Italia                                                               | Torneo amichevole                                                    | 5                                                                    | [ 25 ]                                                               |
| 6-6-2013                                                             | Mogilev                                                              | Bielorussia                                                          | 75 - 67                                                              | Italia                                                               | Torneo amichevole                                                    | 4                                                                    | [ 26 ]                                                               |
| 7-6-2013                                                             | Mogilev                                                              | Serbia                                                               | 73 - 62                                                              | Italia                                                               | Torneo amichevole                                                    | 18                                                                   | [ 27 ]                                                               |
| 15-6-2013                                                            | Vannes                                                               | Italia                                                               | 64 - 63                                                              | Svezia                                                               | EuroBasket 2013 - Prima fase Gruppo B                                | 7                                                                    | [ 28 ]                                                               |
| 16-6-2013                                                            | Vannes                                                               | Spagna                                                               | 71 - 59                                                              | Italia                                                               | EuroBasket 2013 - Prima fase Gruppo B                                | 4                                                                    | [ 29 ]                                                               |
| 17-6-2013                                                            | Vannes                                                               | Russia                                                               | 72 - 66                                                              | Italia                                                               | EuroBasket 2013 - Prima fase Gruppo B                                | 6                                                                    | [ 30 ]                                                               |
| 20-6-2013                                                            | Lilla                                                                | Turchia                                                              | 66 - 46                                                              | Italia                                                               | EuroBasket 2013 - Seconda fase Gruppo E                              | 0                                                                    | [ 31 ]                                                               |
| 22-6-2013                                                            | Lilla                                                                | Italia                                                               | 58 - 47                                                              | Slovacchia                                                           | EuroBasket 2013 - Seconda fase Gruppo E                              | 2                                                                    | [ 32 ]                                                               |
| 24-6-2013                                                            | Lilla                                                                | Italia                                                               | 66 - 60                                                              | Montenegro                                                           | EuroBasket 2013 - Seconda fase Gruppo E                              | 0                                                                    | [ 33 ]                                                               |
| 26-6-2013                                                            | Orchies                                                              | Serbia                                                               | 85 - 79                                                              | Italia                                                               | EuroBasket 2013 - Quarti di finale                                   | 2                                                                    | [ 34 ]                                                               |
| 27-6-2013                                                            | Orchies                                                              | Rep. Ceca                                                            | 72 - 68                                                              | Italia                                                               | EuroBasket 2013 - Semifinali finale 5º-8º                            | 1                                                                    | [ 35 ]                                                               |
| 29-6-2013                                                            | Orchies                                                              | Svezia                                                               | 77 - 60                                                              | Italia                                                               | EuroBasket 2013 - Finale 7º-8º                                       | 0                                                                    | [ 36 ]                                                               |
| 8-3-2014                                                             | Rimini                                                               | Italia                                                               | 56 - 62                                                              | World Stars                                                          | Amichevole                                                           | 1                                                                    | [ 37 ]                                                               |
| 18-5-2014                                                            | Pomezia                                                              | Italia                                                               | 48 - 60                                                              | Gran Bretagna                                                        | Amichevole                                                           | 4                                                                    | [ 38 ]                                                               |
| 23-5-2014                                                            | Castel San Pietro Terme                                              | Italia                                                               | 66 - 74                                                              | Bulgaria                                                             | Amichevole                                                           | 7                                                                    | [ 39 ]                                                               |
| 24-5-2014                                                            | Castel San Pietro Terme                                              | Italia                                                               | 77 - 79                                                              | Israele                                                              | Amichevole                                                           | 3                                                                    | [ 40 ]                                                               |
| 25-5-2014                                                            | Castel San Pietro Terme                                              | Italia                                                               | 82 - 72                                                              | Cina                                                                 | Amichevole                                                           | 0                                                                    | [ 41 ]                                                               |
| 8-6-2014                                                             | Lucca                                                                | Italia                                                               | 66 - 58                                                              | Estonia                                                              | Qual. Euro 2015 - Girone C                                           | 4                                                                    | [ 42 ]                                                               |
| 12-6-2014                                                            | Coimbra                                                              | Portogallo                                                           | 54 - 52                                                              | Italia                                                               | Qual. Euro 2015 - Girone C                                           | 0                                                                    | [ 43 ]                                                               |
| 15-6-2014                                                            | Riga                                                                 | Lettonia                                                             | 70 - 59                                                              | Italia                                                               | Qual. Euro 2015 - Girone C                                           | 0                                                                    | [ 44 ]                                                               |
| 18-6-2014                                                            | Riga                                                                 | Estonia                                                              | 45 - 52                                                              | Italia                                                               | Qual. Euro 2015 - Girone C                                           | 0                                                                    | [ 45 ]                                                               |
| 22-6-2014                                                            | Ragusa                                                               | Italia                                                               | 65 - 52                                                              | Portogallo                                                           | Qual. Euro 2015 - Girone C                                           | 0                                                                    | [ 46 ]                                                               |
| 25-6-2014                                                            | Ragusa                                                               | Italia                                                               | 83 - 68                                                              | Lettonia                                                             | Qual. Euro 2015 - Girone C                                           | 4                                                                    | [ 47 ]                                                               |
| 28-12-2014                                                           | Schio                                                                | Italia                                                               | 61 - 59                                                              | Russia                                                               | Torneo amichevole                                                    | 2                                                                    | [ 48 ]                                                               |
| 29-12-2014                                                           | Schio                                                                | Italia                                                               | 66 - 63                                                              | Romania                                                              | Torneo amichevole                                                    | 8                                                                    | [ 49 ]                                                               |
| Totale                                                               |                                                                      | Presenze                                                             | 44                                                                   |                                                                      | Punti                                                                | 136                                                                  |                                                                      |

## Palmarès
- Campionato italiano di Serie A2: 1
Basket Alcamo: 2010-2011